# Ів Буассе
Ів Фелікс Клод Буассе́ (фр. Yves Félix Claude Boisset; 14 березня 1939, Париж — 31 березня 2025, Леваллуа-Перре, О-де-Сен) — французький кінорежисер та сценарист.

## Життєпис
Народився 14 березня 1939 року у Парижі. Освіту здобув в Інституті вищої кіноосвіти (IDHEC, зараз La femis). Працював асистентом режисера Іва Чампі (фільм «Хто ви, доктор Зорге»?), потім Жана-П'єра Мельвіля, Рікардо Фредди, Клода Соте, Вітторіо Де Сіка, Рене Клемана. Займався кінокритикою, співпрацюючи з низкою журналів (Cinéma, Midi Minuit Fantastique, тижневик Les Lettres françaises), працював з Жаном-П'єром Курсодоном та Бертраном Таверньє у першому виданні (1960) «Двадцять років Американському кіно» (Vingt Ans de Cinéma Américain). Крім того Ів Буассе писав сценарії, працював на радіо і телебаченні.
У 1968 році Ів Буассе дебютував як режисер шпигунським трилером «Коплан рятує свою шкуру». Надалі присвячує себе політичному кінематографу з неодмінними елементами кримінальної інтриги (фільми «Стопор» (1970), «Охоронець законності» (1970), «Стрибок ангела» (1971)). Популярність Іву Буассе принесла політична трагедія «Замах» (1972), в центрі якої історія підготовки терористичного акту проти алжирського президента Бен Барки, в якому були замішані французькі спецслужби.
Значним в творчості Іва Буассе став антимілітаристський фільм про алжирську війну «Нічого не сталося» (1973). У 1975 році Буассе поставив фільм про алжірських іммігрантів у Франції та їх складних стосунках з простими французами — «Дюпон Лажуа», що викликав серйозні дискусії у французькій пресі та навіть звинувачення режисера у расизмі. За цю стрічку Ів Буассе отримав «Срібного ведмедя» 25-го Берлінського кінофестивалю.
Наприкінці 1970-х політична складова у детективних фільмах Іва Буассе потроху сходить нанівець, поступаючись місцем професійно скроєним чисто кримінальним сюжетам. Проблемі корупції у сфері правосуддя присвячений його фільм «Слідчий Файяр на прізвисько „Шериф“» (1977). Тема жінки у суспільстві, піднята режисером у фільмі «Ключ до дверей» (1978), особливо гостро поставлена ним у фільмі «Жінка-поліцейський» (1980). У центрі фільму «Вперед, сини вітчизни» (1981; премія Міжнародного кінофестивалю у Карлових Варах, 1982) — доля хлопця, що став жертвою амбіції ура-патріотизму свого батька.
З початку 1990-х років Буассе років працював виключно на телебаченні.
У 2011 році опублікував свою автобіографію «Життя є вибір» (фр. La Vie est un choix).
Ів Буассе помер 31 березня 2025 року у лікарні міста Леваллуа-Перре, департамент О-де-Сен, в 86-річному віці.

## Фільмографія
Режисер
| Рік  | Українська назва                    | Оригінальна назва             | Примітки                                    |
| ---- | ----------------------------------- | ----------------------------- | ------------------------------------------- |
| 1968 | Коплан рятує свою шкуру             | Coplan sauve sa peau          |                                             |
| 1970 | Стопорний виріз                     | Cran d’arret                  |                                             |
| 1970 | Поліцейський                        | Un conde                      |                                             |
| 1971 | Стрибок ангела                      | Le saut de l’ange             |                                             |
| 1972 | Замах                               | L’attentat                    | у радянському прокаті «Викрадення у Парижі» |
| 1973 | R.A.S.                              | R.A.S.                        | у радянському прокаті «Нічого не сталося»   |
| 1975 | Дюпон Лажуа                         | Dupont Lajoie                 | у радянському прокаті «Це сталося на свято» |
| 1975 | Убити психопатку                    | Folle a tuer                  |                                             |
| 1976 | Слідчий Файяр на прізвисько «Шериф» | Le Juge Fayard dit Le Sheriff |                                             |
| 1977 | Бузкове таксі                       | Un taxi mauve                 |                                             |
| 1978 | Ключ у дверях                       | La cle sur la porte           |                                             |
| 1979 | Жінка-поліцейський                  | La femme flic                 |                                             |
| 1981 | Вперед, сини вітчизни               | Allons z’enfants              |                                             |
| 1983 | Ціна ризику                         | Le prix du danger             |                                             |
| 1982 | Шпигун, встань                      | Espion, leve-toi              |                                             |
| 1983 | Облава                              | Canicule                      |                                             |
| 1986 | Блакитний колір пекла               | Bleu comme l’enfer            |                                             |
| 1988 | Травесті                            | La travestie                  |                                             |
| 1989 | Вороняче радіо                      | Radio Corbeau                 |                                             |
| 1989 | Підозрюваний                        | Le suspect                    | телевізійний                                |
| 1991 | Плем'я                              | La tribu                      |                                             |
| 1991 | Хижаки                              | Les carnassiers               | телевізійний                                |
| 1993 | Справа Сезнека                      | L’affaire Seznec              | телевізійний                                |
| 1993 | Вільне падіння                      | Chute libre                   | телевізійний                                |
| 1993 | Морлок                              | Morlock                       | серіал                                      |
| 1995 | Справа Дрейфуса                     | L’affaire Dreyfus             | телевізійний                                |
| 1996 | Морлок: Тунель                      | Morlock: Le tunnel            | телевізійний                                |
| 1997 | Особливий урок                      | Une lecon particuliere        | телевізійний                                |
| 1997 | Штани                               | Le pantalon                   | телевізійний                                |
| 1997 |                                     | La fine equipe                | телевізійний                                |
| 1999 | Сем                                 | Sam                           | телевізійний                                |
| 2001 | Небезпечні                          | Les Redoutables               | серіал                                      |
| 2001 | Покойся з дияволом                  | Dormir avec le diable         | телевізійний                                |
| 2002 | Казас                               | Cazas                         | телевізійний                                |
| 2002 | Жан Мулен                           | Jean Moulin                   | телевізійний                                |
| 2005 | Вони хочуть клонувати Христа        | Ils veulent cloner le Christ  | телевізійний                                |
| 2009 | Справа Саленгро                     | L’affaire Salengro            | телевізійний                                |

## Визнання
| Рік                       | Категорія                               | Фільм                                | Результат |
| ------------------------- | --------------------------------------- | ------------------------------------ | --------- |
| Московський кінофестиваль |                                         |                                      |           |
| 1973                      | Золотий приз                            | «Замах»                              | Номінація |
| 1973                      | Срібний приз                            | «Замах»                              | Перемога  |
| Берлінський кінофестиваль |                                         |                                      |           |
| 1975                      | Золотий ведмідь                         | «Дюпон Лажуа»                        | Номінація |
| 1975                      | Срібний ведмідь                         | «Дюпон Лажуа»                        | Перемога  |
| 1975                      | Приз Інтерфільм — Рекомендація          | «Дюпон Лажуа»                        | Перемога  |
| 1975                      | Приз журі читачів «Berliner Morgenpost» | «Дюпон Лажуа»                        | Перемога  |
| Приз Луї Деллюка          |                                         |                                      |           |
| 1976                      | Найкращий фільм                         | «Слідчий Файяр на прізвисько «Шериф» | Перемога  |
| Каннський кінофестиваль   |                                         |                                      |           |
| 1977                      | Золота пальмова гілка                   | «Бузкове таксі»                      | Номінація |
| 7 d'Or Night              |                                         |                                      |           |
| 1994                      | Найкращий режисер                       | «Справа Сезнека»                     | Перемога  |
| 1994                      | Найкращий сценарист                     | «Справа Сезнека»                     | Перемога  |